# Liga Mayor 1941-42
La Temporada 1941-42 fue la edición XXI del campeonato de la Liga Mayor del fútbol mexicano, luego de la fundación de la Federación Mexicana de Fútbol en 1922; Comenzó el 10 de agosto y concluyó el 10 de mayo.

## Sistema de competencia
Los ocho participantes disputan el campeonato bajo un sistema de liga, es decir, todos contra todos a visita recíproca; con un criterio de puntuación que otorga dos unidades por victoria, una por empate y cero por derrota. El campeón sería el club que al finalizar el torneo haya obtenido la mayor cantidad de puntos, y por ende se ubique en el primer lugar de la clasificación. 
En caso de concluir el certamen con dos equipos empatados en el primer lugar, se procedería a un partido de desempate entre ambos conjuntos en una cancha neutral predeterminada al inicio del torneo; de terminar en empate dicho duelo, se realizará uno extra, y de persistir la igualdad en este, se alargaría a la disputa de dos tiempos extras de 30 minutos cada uno, y posteriormente a un nuevo encuentro hasta que se produjera un ganador.
En caso de que el empate en el primer lugar fuese entre más de dos equipos, se realizaría una ronda de partidos entre los involucrados, con los mismos criterios de puntuación, declarando campeón a quien liderada esta fase al final.
Para el resto de las posiciones que no estaban involucradas con la disputa del título, su ubicación, en caso de empate, se definía por medio del criterio de gol average o promedio de goles, y se calculaba dividiendo el número de goles anotados entre los recibidos.

## Tabla General
|    | Equipos           | PJ | G | E | P | GF | GC | Dif. | Pts. |
| -- | ----------------- | -- | - | - | - | -- | -- | ---- | ---- |
| 1. | España            | 14 | 7 | 4 | 3 | 38 | 26 | 12   | 18   |
| 2. | Atlante           | 14 | 8 | 2 | 4 | 44 | 36 | 8    | 18   |
| 3. | Moctezuma         | 14 | 8 | 1 | 5 | 38 | 29 | 9    | 17   |
| 4. | Necaxa            | 14 | 5 | 5 | 4 | 31 | 30 | 1    | 15   |
| 5. | Marte             | 14 | 6 | 2 | 6 | 34 | 35 | -1   | 14   |
| 6. | Selección Jalisco | 14 | 4 | 4 | 6 | 28 | 33 | -5   | 12   |
| 7. | América           | 14 | 4 | 1 | 9 | 41 | 53 | -12  | 9    |
| 8. | Asturias          | 14 | 4 | 1 | 9 | 30 | 42 | -12  | 9    |

## Serie final
| 10 de mayo de 1942 | España | 5:4' | Atlante | Parque España, Ciudad de México |  |